# رشا رزق
رشا رزق (5 مارس 1976 -)، مُغنّية سورية ولدت في دمشق. ظهرت موهبتها الموسيقية في الغناء منذ عمر مبكر، وبدأت بدراسة الموسيقى العربية في عمر التاسعة، شاركت في العديد من الأنشطة الموسيقية لفرق شابة أولها فرقة ليزر، ثم شكّلت مع إبراهيم سليماني فرقة «الأفق» (بالإنجليزية: Horizon)، ثم شكّلا في عام 1996م فرقتهما الحالية «إطار شمع» مع مجموعة من الموسيقيين. تقدّمت عام 1997م إلى امتحان القبول للمعهد العالي للموسيقى بعد أسبوعين من التحضير مع المغنية لبانة القنطار. ودرست على يد غالينا خالدييفا وناتاليا كيريتشينكا وتخرجت عام 2002م بتفوق. قامت بعدة ورشات عمل مع عدة مغنين منهم: شونا وينزلي، وغلوريا سكالكي، وفاليري فلوراك، ورتيبة الحفني، وميا بيسيلينك، وكارولين دوما في معهد الإيكول نورمال في باريس، ومع ميريديث مونك في دمشق. عملت لدى شركة الزهرة للإنتاج والدبلجة وقدمت معها العديد من الأعمال. لقبت بـ"صاحبة الحنجرة الذهبية".

## حياتها المبكرة
بدأت الغناء منذ سن التاسعة على يد «نعيم حنا» ودعمتها والدتها للسير في هذا الطريق، تابعت دراستها الأساسية بدمشق، وهي حاصلة على شهادة البكالوريا عام 1995، كما أنها دارسة للتجارة والأدب الفرنسي بالمراسلة مع جامعة السوربون بفرنسا.

طارق العربي طرقان ورشا رزق

وهي أستاذة غناء أوبرالي في المعهد العالي للموسيقى بدمشق، الذي تخرجت منه عام 2002. تتلمذت على يد غالينا خالدييفا ونتاليا كيريتشينكا الحائزة على جائزة ماريا كالاس. التحقت بعدة ورشات عمل: في دمشق مع ميا بيسلينك وغلوريا سكالكي، وفي باريس مع كارولين دوما في الإيكول نورمال، في مالطا مع المايسترو ريكاردو موتي، وفي أوبرا برلين مع مغني الباريتونرومان تريكيل.

## أعمالها
لعبت دور جمانة في أول أوبرا عربية قدمت في قطر وهي «ابن سينا» للمؤلف ميخائيل بورستلاب، ودور الساحرة الأولى في دايدو وإينياس في تونس ودور ميكائيلا في كارمن، وقدمت عددا من الحفلات في باريس، مونتريال عمان والدوحة.
شاركت في حفلات الأوركسترا الوطنية السورية، كما غنت لعدة حفلات لموسيقى الباروك في دمشق، وعمان وأمستردام لأعمال مثل كانتانات لباخ، أوراتوريو المسيح لهاندل، غلوريا لفيفالدي وستابات ماتر لبيرغوليزي. سجلت ألبوما مع فرقة كونتراستو أرمونيكو لموسيقا الباروك ضمن مشروعهم لتسجيل كافة كانتانات هاندل الإيطالية. تغني الموسيقا العربية والجاز ولها عدة تسجيلات وحفلات في مرسيلية، أثينا، ألمانيا، لندن، دبي، قطر، الكويت، والصين.
لعبت دور سوزانا (سوبرانو) خادمة الكونتيسة في مسرحية، التي عرضت لأول مرة في دمشق في ديسمبر من العام 2010 في دار الأسد للثقافة والفنون بدمشق. متزوجة من الفنان الملحن الأستاذ إبراهيم سليماني منذ 2003 ولها بنت واحدة هي سارة. لها فرقة هي وزوجها تدعى «إطار شمع».

ولها عدّة أعمال أخرى، من ضمنها:
- مدينة الصفصاف
- سكروا الشبابيك
- دورايمون
- سندريلا
- عهد الأصدقاء
- كابتن ماجد ج3
- طررة
- أنا وأخي
- دروبي مع دو ري مي
- حلمي الصغير
- دروب ريمي
- أنت الأمان
- سلفستر وتويتي
- بوكيمون
- فيلم أنستازيا
- الضاحكون
- بن 10
- المحقق كونان
- المقاتل النبيل
- أجنحة كاندام
- أبناء الوطن
- الأجنحة الصينية
- أدغال الديجيتال
- فرقة التصدي
- بي بليد
- المعركة الحديدية بي بليد
- إيداتين جمب
- سابق ولاحق
- فتيات
- آلف
- بيبي الشقية
- فرسان الأرض
- السيف القاطع
- رنين الجواهر (مسلسل تيلفزيوني 2009)
- نغم
- حنين ج2
- حكايات ما أحلاها
- ستروبيري شورت كيك
- أبطال الديجيتال (الجزء الرابع)
- أغاني فيلم سكر بنات للفنانة نادين لبكي
- سيري يا فتاتي من فيلم (الأمل)
- أنا وأختي
- الطاقة الزرقاء
- ستروبيري شورت كيك ج2
- أوف سايد
- بي بو با
- شهد والأبطال
- البطل الذهبي
- إيروكا
- أوجاماجو دوريمي
- بلاك كات
- باكوغان
- ساموراي 7
- سوبر سونيك سبنر
- مدرسة الأرقام
- كليلة و دمنة
- فيلم الهارب
- فيلم مع أمي أصحوا وأنام
- تاما والأصدقاء
- الحماة الأبطال
- بي بليد
- رماد الحروب
- القناص
- ون بيس (نسخة رشا رزق)
- أبطال الكرة ج1 و 2
- شعلة ريكا
- فلم مطر من نار
- أيرون كيد
- شوت
- الشبح
- مرايتي
- مدينة المعلومات
- توماس والأصدقاء
- باتل بيدامان
- الحديقة السرية
- إيميلي
- البؤساء
- حلوتي ستنام من فيلم (أميرة القلعة)
- كلما ما سرح الخيال
- الملاذ الأخير
- مطر مع فرقة إطار شمع
- عيونك
- بلا ولا شيء مع زياد الرحباني
- قد كنت يوماً بمناسبة يوم الأم
- في أصعب الأوقات  كرتون البؤساء

ولها أيضاً عِدّة أعمال مُنفردة

### ألبومات
قدمت رشا 3 ألبومات خلال مسيرتها وهي؛ إطار شمع (2007) واللعبة (2014) آخرها ألبوم ملاك (2017). فبعد خمس سنوات من سفرها للإقامة بفرنسا لمتابعة الدراسة الفنية والتدريس الجامعي والعمل الموسيقي، أطلقت رشا رزق ألبوماً غنائيّاً جديداً حمل اسم "ملاك"، وضَم مجموعة من الأغاني المتنوعة. في حين تسترجع رشا روح المكان والمهد في أغنية «يمكني جنيت» التي تحكي عن الانتماء وذكريات تأبى مفارقة السوري أينما رحل. وكانت أغنية «سكروا الشبابيك» الأكثر جدلاً عند الجمهور وعلى مواقع التواصل الاجتماعي، تقارب فيها رشا الواقع السوري قبل حراك الشارع وبعده وتدعو الناس إلى إغلاق النوافذ وأن يكونوا أقصى أمنياتهم البقاء سالمين يوماً آخر.

## حياتها الشخصية
تعتبر من كبار المؤيدين للثورة السورية منذ انطلاقها في 2011 مما دفعها إلى الخروج مع عائلتها من سوريا لتستقر في نهاية المطاف في فرنسا.

## وصلات خارجية
- رشا رزق على موقع IMDb (الإنجليزية)
- رشا رزق على موقع ميوزك برينز (الإنجليزية)
- رشا رزق على موقع ديسكوغز (الإنجليزية)
- رشا رزق على موقع قاعدة بيانات الفيلم (الإنجليزية)
- رشا رزق على موقع ANN person (الإنجليزية)

- مقطع موسيقي لأغنية «سكروا الشبابيك» لرشا رزق على اليوتيوب.
- لقاء مع رشا رزق في صباح العربية على اليوتيوب.